# 圣救世主堂
圣救世主堂是中国武汉一座古老的重要教堂，位于武昌区青龙巷93号，青龙巷小学院内。
圣救世主堂俗称府街口教堂，是美国圣公会在武昌兴建的众多著名教堂之一，兴建于20世纪初。该堂中西合璧风格，重檐攒尖琉璃瓦顶，上设宝瓶。
圣救世主堂是辛亥革命的肇始地之一。1903年，黄吉亭会吏（1868～1954年）、胡兰亭在圣救世主堂创设书报阅览室，名为日知会，宣传革命，先后吸引刘静庵等加入。
1958年武汉基督教实行联合礼拜，圣救世主堂人员并入生命堂，房屋改作他用。